# Glaub an mich
Glaub an mich ist ein Lied der deutschen Pop-Sängerin Yvonne Catterfeld. Das Stück ist ihre erste Singleauskopplung aus ihrem dritten Studioalbum Unterwegs.

## Entstehung und Artwork
Der Liedtext stammt von Steve van Velvet in Zusammenarbeit mit Yasemin Kaldirim, die Musik von van Velvet.  Produziert wurde der Titel von Joachim Mezei und Lalo Titenkov. Letzterer arrangierte das Stück. Die Single wurde unter den Musiklabels BMG und Hansa veröffentlicht.
Auf dem Cover der Maxi-Single ist – neben Künstlernamen und Liedtitel – Catterfeld zu sehen. Geschossen wurde das Bild vom deutschen Fotografen Mathias Bothor.

### Musikvideo
Das Musikvideo zum Song wurde in Rumäniens Hauptstadt Bukarest gedreht. Dort ist Catterfeld zu sehen, die an einem Casting teilnimmt, in Bars jobbt und ganz von vorn mit ihrer Karriere beginnt. Regie beim Dreh des Clips führte Oliver Sommer.

## Veröffentlichung und Promotion
Die Erstveröffentlichung von Glaub an mich erfolgte am 14. Februar 2005.
Einen Tag später sang Catterfeld den Song in ihrer Rolle als Julia Blum in der RTL-Serie Gute Zeiten, schlechte Zeiten in der Folge 3168. Regie bei dieser Episode führte Hartwig van der Neut.
Außerdem sang Catterfeld den Song unter anderem bei der 300. Sendung von Top of the Pops als Medley zusammen mit ihrem Nummer-eins-Hit Für dich aus dem Jahr 2003.
Titelliste der Single
- Glaub an mich (Single Version)
- Glaub an mich (Orchester Version)
- Glaub an mich (R’n’B Remix)
- Glaub an mich (Instrumental)

## Inhalt
| „Und wenn ich geh’, dann bitte glaub an mich. Lass’ mich ziehen, bitte halt mich nicht. Trag mein Bild in dir so lang es geht. Glaub an mich. Und wenn ich geh’, dann bitte glaub an mich. Schließ’ deine Augen, siehst du mein Gesicht? Das ist mein Weg, ich kann ihn deutlich seh’n. Glaub an mich. Glaub an mich.“ – Refrain, Originalauszug | Der Liedtext zu Glaub an mich ist in deutscher Sprache verfasst. Musikalisch bewegt sich das Lied im Bereich der Popmusik. Aufgebaut ist das Lied auf drei Strophen sowie dem Refrain zwischen den Strophen. Während des letzten Refrains setzt der Chor ein. |

## Mitwirkende
Personen
- Joachim Mezei: Musikproduzent, Programmierung
- Lalo Titenkov: Musikproduzent
- Steve van Velvet: Komponist, Liedtexter
- Yasemin Kaldirim: Liedtexter
- Mathias Bothor: Fotograf (Cover)

Unternehmen
- BMG Music Publishing: Musiklabel
- Hansa: Musiklabel

Musikvideo
- Oliver Sommer (Regisseur)

## Rezeption

### Rezensionen
Tina Hahn von cdstarts.de kommt in ihrer Rezension des Albums Unterwegs bei Glaub an mich dazu, dass der Titel „wie eines dieser Weihnachts-Kommerz-Geschunkel-Liedchen“ klänge.

### Chartplatzierungen
Glaub an mich erreichte in Deutschland Position drei der Singlecharts und konnte sich insgesamt 15 Wochen in den Charts halten. In Österreich erreichte die Single Platz sechs und hielt sich 17 Wochen in der Chartwertung. In der Schweizer Hitparade erreichte Glaub an mich Rang 15, wo sich das Stück 13 Wochen hielt.
Für Catterfeld als Interpretin ist dies der achte Charterfolg in Deutschland und ihr fünfter in Österreich sowie in der Schweiz. Zum fünften Mal konnte sich eine Single Catterfelds gleichzeitig in allen D-A-CH-Staaten platzieren.
| ChartsChartplatzierungen | Höchstplatzierung | Wochen |
| ------------------------ | ----------------- | ------ |
| Deutschland (GfK)        | 3 (15 Wo.)        | 15     |
| Österreich (Ö3)          | 6 (17 Wo.)        | 17     |
| Schweiz (IFPI)           | 15 (13 Wo.)       | 13     |

| ChartsJahrescharts (2005) | Platzierung |
| ------------------------- | ----------- |
| Deutschland (GfK)         | 38          |
| Österreich (Ö3)           | 53          |
| Schweiz (IFPI)            | 93          |